# 前田富弘
前田 富弘（まえだ とみひろ、1958年 - ）は、日本の実業家。旭化成建材株式会社代表取締役社長を務めた。

## 人物・経歴
和歌山県出身。1978年大阪大学人間科学部卒業、旭化成工業（現旭化成）入社。2011年旭化成ホームズ取締役常務執行役員。2012年から旭化成建材代表取締役社長を務め、2015年に発覚したパークシティLaLa横浜杭打ち工事施工データ偽装問題では住民説明会に参加して陳謝するなど対応し、北海道の工事でも相次いでデータ偽装が発覚したことを受け高橋はるみ北海道知事とも面会し謝罪を申し入れた。2016年国土交通省関東地方整備局で建設業法に基づく行政処分の言い渡しを受け、同年経営責任をとって旭化成建材代表取締役社長を退任し、旭化成社長付を経て、旭化成購買・物流担当上席執行役員に就任した。